# Look Up Child
Look Up Child ist das dritte Studioalbum der US-amerikanischen christlichen Popsängerin Lauren Daigle. Es wurde am 7. September 2018 veröffentlicht.

## Hintergrund
Das Album wurde von Jason Ingram, John Mays und Paul Mabury produziert. Als Lead-Single des Albums wurde You Say am 13. Juli 2018 veröffentlicht.

## Titelliste
1. Still Rolling Stones – 4:08
2. Rescue – 3:35
3. This Girl – 4:33
4. Your Wings – 2:28
5. You Say – 4:34
6. Everything – 4:18
7. Love Like This – 4:14
8. Look Up Child – 3:03
9. Losing My Religion – 3:29
10. Remember – 3:58
11. Rebel Heart – 4:06
12. Inevitable – 2:40
13. Turn Your Eyes Upon Jesus – 6:29
14. You Say – 4:34

## Rezeption

### Kritik
Look Up Child erhielt überwiegend positive Bewertungen. Marcy Donelson von Allmusic gab dem Album vier von fünf Sternen. Sie lobte die Arrangements, die Produktion und die stimmlichen Qualitäten von Lauren Daigle, die sie mit der britischen Sängerin Adele verglich. Tony Cummings von Cross Rhythms vergab mit zehn Punkten die Höchstwertung, er bezeichnete Look Up Child als herausragendes Album, das Potenzial habe, ein Klassiker zu werden und die christliche Musikszene zu beeinflussen. Alex Caldwell von Jesus Freak Hideout bewertete das Album mit vier von fünf Sternen, er bezeichnete es als eines der besten Werke des Jahres und lobte die Musik und das Songwriting sowie die Bearbeitung des Themas Hoffnung, das dem Kritiker zufolge das Hauptthema des Albums ist.

### Auszeichnungen
Look Up Child wurde mit einem Grammy als Best Contemporary Christian Music Album ausgezeichnet, das Lied You Say erhielt die Auszeichnung in der Kategorie Best Contemporary Christian Music Performance/Song. Außerdem wurden die Single und das Album jeweils mit einem Dove Award in den Kategorien Song of the Year bzw. Pop / Contemporary Album of the Year ausgezeichnet.

## Kommerzieller Erfolg

### Chartplatzierungen

#### Album
Das Album stieg auf dem dritten Platz der Billboard 200 ein und war damit das erste Album von Lauren Daigle, das die Top Ten erreichte. In der Einstiegswoche waren 13 Tracks aus dem Album in den Billboard Hot Christian Songs platziert. Mit dem Album und der Single You Say belegte Daigle gleichzeitig Platz eins der christlichen Album- und Singlecharts. Mit 115.000 verkauften Einheiten in der ersten Woche stellte es einen der erfolgreichsten Verkaufsstarts eines christlichen Albums eines weiblichen Interpreten dar, lediglich You Light Up My Life von LeAnn Rimes war 1997 erfolgreicher. Look Up Child war das erfolgreichste christliche Musikalbum der Jahre 2018, 2019 und 2020. Das Album konnte auch einige internationale Chartplatzierungen erreichen, darunter Platz 28 in der Schweiz und Platz 38 in Australien.
| ChartsChartplatzierungen       | Höchstplatzierung | Wochen |
| ------------------------------ | ----------------- | ------ |
| Schweiz (IFPI)                 | 28 (16 Wo.)       | 16     |
| Vereinigte Staaten (Billboard) | 3 (127 Wo.)       | 127    |

| ChartsJahrescharts (2018)      | Platzierung |
| ------------------------------ | ----------- |
| Vereinigte Staaten (Billboard) | 113         |

| ChartsJahrescharts (2019)      | Platzierung |
| ------------------------------ | ----------- |
| Vereinigte Staaten (Billboard) | 30          |

| ChartsJahrescharts (2020)      | Platzierung |
| ------------------------------ | ----------- |
| Vereinigte Staaten (Billboard) | 93          |

#### Singles
Die Lead-Single You Say war der mit Abstand größte Erfolg aus dem Album und zählt zu den erfolgreichsten christlichen Singles. In den Billboard Hot 100 gelang mit Platz 29 die höchste Platzierung und der Song war 43 Wochen lang in den Charts platziert. In den USA erhielt die Single Vierfachplatin und in Kanada Doppelplatin. Auch außerhalb Nordamerikas war You Say erfolgreich und platzierte sich in den Top Ten der belgischen Charts sowie in Frankreich, den Niederlanden und der Schweiz. Die weiteren Singles Look Up Child, Rescue und Still Rolling Stones platzierten sich in den Top Ten der Hot Christian Songs, wobei Rescue in den USA eine Platin-Auszeichnung und die anderen beiden jeweils eine Gold-Auszeichnung erhielten. Insgesamt platzierten sich 13 Songs aus dem Album in diesen Charts. Im Oktober 2019 brach You Say den Rekord von Oceans (Where Feet May Fail) von Hillsong United als Song mit den meisten Wochen an der Spitze der Hot Christian Songs.

### Auszeichnungen für Musikverkäufe
In den Vereinigten Staaten wurde Look Up Child 2019 mit einer Platin-Schallplatte ausgezeichnet.
| Land/Region               | Auszeichnungen für Musikverkäufe (Land/Region, Auszeichnung, Verkäufe) | Verkäufe  |
| ------------------------- | ---------------------------------------------------------------------- | --------- |
| Neuseeland (RMNZ)         | Gold                                                                   | 7.500     |
| Vereinigte Staaten (RIAA) | Platin                                                                 | 1.000.000 |
| Insgesamt                 | 1× Gold · 1× Platin ·                                                  | 1.007.500 |